# Empiriocriticismo
(Ernst Mach, Analyse der Empfindungen)
Il termine empiriocriticismo indica una corrente di pensiero filosofica che intende fondare la filosofia come una scienza, ovvero basata sull'esperienza sensibile (empirismo), escludendo quindi ogni riferimento alla metafisica (criticismo).
A differenza del positivismo, l'empiriocriticismo riconosce i limiti della conoscenza scientifica, ma vuole basarla esclusivamente sui dati sensibili, di modo che, se anche i concetti scientifici non colgono l'essenza ultima della realtà, sono tuttavia utili nella sua interpretazione (teoria "economica" della scienza).

## I fondatori dell'empiriocriticismo
"Empiriocriticismo" è un termine usato nel 1894 da Richard Avenarius (1843–1896), professore di filosofia induttiva dell'Università di Zurigo, con il quale egli voleva definire, in polemica con la kantiana Critica della ragion pura, attraverso una «critica dell'esperienza pura», una filosofia come scienza che elimini ogni metafisica, mettendo in primo piano «l'esperienza pura», quella che precede la distinzione tra fenomeno fisico e fenomeno psichico. Per l'autore, l'individuo e l'ambiente in cui è inserito non sono due realtà separate e opposte: l'esperienza che l'uomo ha dell'ambiente esterno è simile a quella di se stesso. Distinguere l'elemento fisico da quello psichico è il risultato di una falsificazione dell'esperienza, causata dall'introiezione, dal riportare all'interno ciò che è esterno, un processo mistificante, che genera le sensazioni personali e dissolve la naturale unità dell'esperienza.
Nelle opere Contributi all'analisi delle sensazioni (1866) e Conoscenza ed errore (1905), Ernst Mach (1838–1916), professore di fisica e poi di filosofia all'Università di Vienna, convergeva con il pensiero di Avenarius, considerando la distinzione tra fenomeno fisico e fenomeno psichico come puramente convenzionale e di carattere pratico. 
Quella falsa differenza dipende dall'approccio che si ha nei confronti delle sensazioni, che sono gli elementi costitutivi e primitivi dell'esperienza: per questo, ad esempio, un colore, che è un puro e semplice fatto fisico, se lo si mette in relazione ad una fonte luminosa, diventa una realtà psichica se correlato alla retina dell'occhio.
La scienza è dunque una economica elaborazione di leggi naturali con le quali attraverso le sensazioni si mettono in relazione tra di loro i caratteri distintivi dei fenomeni.

## Pensiero
Ambedue gli autori prendono spunto dal fenomenismo, ma mentre Mach mette in discussione, con argomenti di tipo epistemologico, il meccanicismo deterministico della fisica e la pretesa della sua metodologia di esercitare un primato su tutto il sapere, Avenarius, che non a caso si riferisce al criticismo kantiano, ha l'obiettivo di liberare la filosofia da ogni impedimento metafisico, sul quale si sono fondate sia le dottrine idealistiche sia quelle positivistiche, che esaltavano il metodo scientifico come l'unico valido per un vero sapere.
Sia Avenarius che Mach sono però convinti della validità della conoscenza scientifica, per cui si trattava con l'empiriocriticismo di limitare le ingenue pretese del positivismo materialistico e naturalistico e di assumere il metodo scientifico come base della conoscenza.
L'obiettivo era quello di trasformare il positivismo in qualcosa di più raffinato, eliminando le pretese di dare spiegazioni ultime e definitive della realtà, tipica esigenza della metafisica, che genera a sua volta dualismi contrapposti di materialismo e spiritualismo o  tentativi di riportare una interpretazione all'altra.
L'errore del positivismo è stato quello di credere al valore assoluto delle leggi scientifiche, mentre queste si basano su una necessità economica descrittiva, consistente nell'assumere la molteplice varietà dei fatti particolari empirici con un ristretto numero di segni convenzionali sui quali condurre verifiche sperimentali e le possibili inferenze.
Base della conoscenza scientifica deve essere dunque considerata la pura e semplice esperienza indifferenziata di fisico e psichico che si origina dal rapporto dell'organismo con l'ambiente e delle connessioni di adattamento ed evoluzione secondo le teorie darwiniane. Tutto deve procedere quindi dalle sensazioni, elementi primi della conoscenza, dati definitivi, né interni né esterni, né soggettivi né oggettivi.

## La diffusione dell'empiriocriticismo
L'empiriocriticismo si affermò come dottrina autonoma e ben definita con Joseph Petzoldt, Hans Cornelius, C. Hauptmann, R. Willy, H. Gomperz ed altri.
In Russia la corrente filosofica ebbe vasto seguito dopo la pubblicazione nel 1908 a cura di vari autori, tra cui Aleksandr Aleksandrovič Bogdanov, dell'opera Saggi intorno alla filosofia del marxismo  contro la quale polemizzò Lenin con lo scritto Materialismo ed empiriocriticismo (1909).
Anche il pensiero fenomenologico di Edmund Husserl fu in parte influenzato dall'empiriocriticismo a proposito del criterio della purificazione dell'esperienza ripreso dal «metodo di eliminazione» di Avenarius. L'autore tedesco però criticò la teoria della esclusiva validità economica delle leggi scientifiche e accusò Cornelius di psicologismo.
Il neokantiano Ernst Cassirer e il fisico Max Planck rifiutarono la concezione empiriocritista dell'epistemologia, notandone la profonda differenza con la pratica della ricerca scientifica. Anche Karl Popper ha rilevato che le proposizioni metafisiche non sono affatto prive di senso, quando siano formulate in maniera logicamente coerente: in questo caso non è la confutabilità empirica a dare senso razionale a un discorso metafisico, bensì la sua espressione in forma deduttiva, tale da poter condurre a conseguenze stringenti sottoponibili a critica.
Nonostante queste critiche, l'empiriocriticismo trovò sbocco nel neopositivismo del circolo di Vienna e a Berlino, dove, ancora agli inizi del Novecento, era forte l'influenza del pensiero di Mach e Avenarius. I neopositivisti in particolare accolsero il principio descrittivo dell'epistemologia empiriocriticista per il suo carattere antimetafisico e per aver sostituito alla categoria filosofica della causalità il concetto matematico di funzione.
Nel 1912, proprio a Berlino, Petzoldt costituì la "Società per la filosofia positiva", un'anticipazione di quella "Associazione Ernst Mach" che raccoglieva nel 1929 gli aderenti del circolo di Vienna.
Infine, Rudolph Carnap, nella sua opera Costruzione logica del mondo, riprendeva la concezione empiriocriticista della risoluzione della realtà al puro e semplice dato, che per lui, però, seguendo le teorie psicologiche della Gestalt, si identificava con le esperienze percettive globali e non con gli elementi sensoriali originari di Mach.